# Liubou Ussava
Liubou Dzmítrieuna Ussava (belarús: Любоў Дзмітрыеўна Усава, nascuda el 6 de setembre de 1921) és una arquitecta belarussa nascuda a Rússia. Després de la Segona Guerra Mundial, ella i el seu marit es van mudar a Minsk i va treballar en la restauració de la ciutat. Va estar involucrada en molts projectes que van des d'escoles i edificis governamentals fins a parcs i embassaments. El 1989, el seu nom va ser inscrit en el Llibre d'Honor de l'Institut de Projectes de Minsk.

## Biografia
Liubou Dzmítrieuna Ussava va néixer el 6 de setembre de 1921 a Irkutsk, llavors RSFS de Rússia Quan tenia nou anys, la seva família es va traslladar a Moscou, on va assistir a l'escola secundària i després va entrar a l'Institut d'Arquitectura de Moscou El 1941, l'escola es va transformar en una planta de processament per a la guerra. Els estudiants van ser requerits per empaquetar i preparar bombes de demolició per al seu ús contra els tancs alemanys. Alhora, Ussava s'inscrigué en cursos d'infermeria per poder ajudar els ferits de guerra. A l'octubre de 1942, es va prendre la decisió d'evacuar als estudiants a Taixkent, Uzbekistan. Als estudiants només se'ls permeté d'endur-se allò que podien carregar, sense excessos, i viatjaven en vagons de càrrega, mentre que els instructors eren a la zona dels passatgers dels trens de transport. Es va trigar més d'un mes perquè els estudiants arribessin a l'Institut de Taixkent, on dormien sota dels escriptoris en els quals estudiaven durant el dia. Durant quatre dies a la setmana se'ls exigia d'estudiar arquitectura i els altres tres dies a la setmana treballaven en una fabrica de munició.
Al final de l'any, Ussava va ser seleccionada per emprendre un viatge d'estudis per mesurar els monuments de Bukharà i més tard un altre viatge a Samarcanda, en què va conèixer al seu futur marit Vassili Geràsxenko. Després de la batalla de Stalingrad, quan estava clar que la victòria aniria en contra de l'Alemanya nazi, els estudiants van començar a tornar a casa. Ussava va tornar a la primavera de 1944, es va casar i ella i el seu marit es van mudar al dormitori de l'Institut. Es va graduar amb honors el 1947 amb un grau en arquitectura i aviat es va traslladar a Minsk, Belarús, on el seu marit estava treballant.
Al cap de dos dies de la seva arribada, Usava van trobar feina al taller Iuri Iegòrov, que més tard es va convertir en l'Institut de Projectes de Minsk i es va posar a treballar amb altres arquitectes per restaurar la ciutat de Minsk. El seu primer projecte va ser l'escola secundària número 42 en el que ara és el carrer Komsomolskaia, un projecte al qual li seguí la restauració de la Societat Belarussa de Sordmuts i l'edifici del carrer Dolgobrodskaia per a l'Arxiu Estatal. Va treballar molt sovint amb Aleksandr Voinov (belarús: Алякса́ндр Пятро́віч Во́інаў, rus: Александр Петрович Воинов) i junts, treballaven en projectes com ara el Teatre Juvenil de Minsk, el Palau de Pioners i l'edifici del comitè regional del PCB (actualment edifici de la Secretaria Executiva de la Comunitat d'Estats Independents a Minsk). També va treballar amb L. Riminskim per restaurar els edificis de l'Institut Politècnic de Belarús. Tant en solitari com en projectes de col·laboració Ussava va construir moltes cases, escoles i llars d'infants. Va participar en la creació del Parc de la Victòria, situat prop de l'Òpera i Ballet Nacional de Belarús i va dissenyar la reconstrucció del parc infantil Maksim Gorki. En la dècada de 1970, com a part d'un esforç de tota la ciutat per resoldre els problemes d'inundació de la ciutat, va treballar al Dipòsit de la Merla i al Dipòsit Krinitsa, ambdós al riu Svíslatx, l'embassament més gran de Belarús conegut com a embassament de Zaslauskaie, i el pla d'espai d'aigua / verd per als afores de Minsk.
El 1989, Ussava va ser inclosa al Llibre d'Honor de l'Institut de Projectes de Minsk i es va retirar el 1990 després de 43 anys de servei.